# Attiéké
Attiéké (também grafado “acheke”, que deve ser mais próximo da pronúncia local) é um prato tradicional da Costa do Marfim feito com mandioca ralada que se deixa fermentar e, depois de seca, se coze no vapor ou em caldo, como cuscuz. Na Costa do Marfim este prato é servido com quase todos os alimentos, desde peixe frito ou assado até sopas e guisados, como o kedjenou. 